# زرگر علیا
زرگر علیا یک روستا در ایران است که در شهرستان سیرجان واقع شده‌است. زرگر علیا ۱۶ نفر جمعیت دارد.